# Edward Hincks
Edward Hincks, né le 19 août 1792 à Cork et mort le 3 décembre 1866 à Killyleagh, est un pasteur irlandais, surtout connu pour ses travaux en égyptologie et en assyriologie, en particulier sa contribution au déchiffrement de l'écriture cunéiforme.

## Biographie
Éduqué par son père, pasteur protestant versé dans les langues anciennes, puis au Trinity College de Dublin, il devient ministre de l'Église d'Irlande (anglicane) en 1825, et se voit alors responsable de Killyleagh, où il reste jusqu'à sa mort.
Son poste lui laissant le temps de se consacrer à d'autres travaux, il s'intéresse aux langues orientales, se reposant au départ sur sa seule connaissance de l'hébreu. En dépit de son statut d'autodidacte, ses talents se sont révélés remarquables. Il apporte notamment sa contribution à l'amélioration de la connaissance des hiéroglyphes égyptiennes après leur déchiffrement par Jean-François Champollion. Il se lance ensuite dans l'aventure du déchiffrement des écritures cunéiformes, qui en est à ses débuts, apparemment dans le but de tenter une comparaison avec les hiéroglyphes. Suivant les travaux de l'époque, il se consacre d'abord surtout au vieux-perse, écriture des rois Perses achéménides, et réussit à mettre en évidence le caractère syllabique de celle-ci, de façon autonome, en même temps que le spécialiste le plus renommé de cette écriture, Henry Creswicke Rawlinson, qui conserve par la suite un dédain envers Hincks jusqu'à entraver sa carrière et réussir à minimiser ses avancées. L'étape suivante est le déchiffrement de l'akkadien cunéiforme, écriture autrement complexe qu'il fallut plusieurs années pour déchiffrer, en grande partie grâce aux travaux de Hincks et Rawlinson. Le pasteur irlandais travaille isolément, n'ayant accès qu'à un faible nombre de documents cunéiformes à la différence de son rival, même s'il dispose à partir d'un moment de l'appui d'Austen Henry Layard, fouilleur de plusieurs capitales assyriennes. Celui-ci lui obtient même un poste au British Museum en 1853, mais les appuis de Rawlinson sur place entravent ses travaux (qui ne furent pas publiés et furent récupérés par son adversaire). En dépit de ses conditions de travail peu favorables, Hincks réussit à mettre en évidence le caractère syllabique des signes phonétiques et surtout en mettant en évidence la présence de logogrammes et notamment de déterminatifs, ainsi que de signes phonétiques homophones. En 1857, il fait partie aux côtés de Rawlinson, du français Jules Oppert (et de William Henry Fox Talbot, moins bien versé dans cette écriture) des spécialistes auxquels la Royal Asiatic Society de Londres soumet la traduction d'un texte inédit, dont les résultats concordent suffisamment pour démontrer que cette écriture a été déchiffrée.
Ce fut la dernière grande contribution de Hincks au déchiffrement du cunéiforme, et il passa le restant de ses jours à Killyleagh. Ses publications et ses indéniables apports à l'assyriologie à ses débuts ne lui apportèrent pas la popularité de Rawlinson, et ses mérites ne furent réellement rétablis qu'avec la publication de ses lettres à partir du début des années 1990.